# 首藤鑑続
首藤 鑑続(すどう あきつぐ）は、安土桃山時代から江戸時代初期にかけての武士。蒲池鑑続とも表記される。

## 略歴
蒲池鎮漣の子として誕生。
蒲池家系図によれば、蒲池氏17代・蒲池鎮漣には、嫡子の宗虎丸(蒲池統虎/久鎮)、宮童丸(経信)、蒲池鑑続、徳姫(蒲池徳子)という子がいる。嫡子の宗虎丸は、天正9年（1581年）の柳川の戦いの際、支城の塩塚城で殺害されたが、その名跡を継いだのが鑑続とされる。鑑続の子孫は、龍造寺氏の探索から逃れるために、蒲池久一（ひさかず）の子・久成（ひさなり）の時に母方の首藤氏を名乗り、その経緯から鑑続も首藤鑑続とも呼ばれる。
蒲池鎮漣の子孫で有名なのは、徳子の子孫だが、鎮漣の嫡子・宗虎丸の名跡を継いだことから、鑑続(首藤鑑続)の系統が、あえて言えば鎮漣以降の蒲池氏嫡流ともいえるだろう。
鑑続の子孫は筑後国郷士となり、医師や学者、造酒業者を多く輩出した一族として繁茂、幕末の風雲にあっても九州を中心に各地で活躍する。城島の銘酒「池亀」の社主の蒲池氏や、「比翼鶴」の社主の二宮氏は、この子孫である。